# Aquafon
 (mars 2013).
Si vous disposez d'ouvrages ou d'articles de référence ou si vous connaissez des sites web de qualité traitant du thème abordé ici, merci de compléter l'article en donnant les références utiles à sa vérifiabilité et en les liant à la section « Notes et références ».
 (septembre 2013).
Aquafon (en russe Аквафон) est le premier opérateur téléphonique[réf. nécessaire] de l'Abkhazie. Son concurrent principal est A-Mobile.
Aquafon a été fondée le 6 mars 2003 et est restée en position de monopole jusqu'en 2006, au moment de la création d'A-Mobile. L'entreprise reste néanmoins le leader sur le marché de la téléphonie mobile et de la télécommunication dans ce pays.
51 % des parts d'Aquafon appartiennent à Mondeo Holdings, une société offshore basée aux Îles Vierges britanniques. Mondeo Holdings appartient à 100 % à ComTel Eastern, basée aux Bermudes, qui possède aussi 31 % de MegaFon et 50 % de Sky Link.